# Charles Scerri
Charles Scerri (Lija, 1940. május 31. – 2018. december 12.) máltai nemzetközi labdarúgó-játékvezető.

## Pályafutása

### Nemzeti játékvezetés
A játékvezetői vizsgát 1966-ban tette le. Pályafutása során hazája legfelső szintű labdarúgó-bajnokságának játékvezetője lett. Az aktív nemzeti játékvezetéstől 1989-ben vonult vissza.

#### Nemzeti kupamérkőzések
Vezetett Kupa-döntők száma: 5.

##### Máltai Kupa
| Időpont | Helyszín                                | Mérkőzés típusa        | Mérkőzés                               | Eredmény |
| ------- | --------------------------------------- | ---------------------- | -------------------------------------- | -------- |
| 1976.   | Ix-Xagħra tal-Furjana Stadion, Floriana | döntő                  | Floriana FC–Valletta FC                | 2 : 0    |
| 1978.   | Ta' Qali Nemzeti Stadion, Valletta      | döntő                  | Valletta FC–Floriana FC                | 3 : 2    |
| 1985.   | Városi Stadion, Żurrieq                 | döntő második mérkőzés | Żurrieq FC– Valletta FC                | 2 : 0    |
| 1986.   | Központi Stadion, Rabat                 | döntő                  | Rabar Ajax FC– Żurrieq FC              | 2 : 0    |
| 1987.   | Victor Tedesco Stadion, Ħamrun          | döntő                  | Ħamrun Spartans FC–Sliema Wanderers FC | 2 : 1    |

### Nemzetközi játékvezetés
A Máltai labdarúgó-szövetség Játékvezető Bizottsága (JB) 1974-ben terjesztette fel nemzetközi játékvezetőnek, a Nemzetközi Labdarúgó-szövetség (FIFA) bíróinak keretébe. Több nemzetek közötti válogatott és klubmérkőzést vezetett. A máltai nemzetközi játékvezetők rangsorában, a világbajnokság-Európa-bajnokság sorrendjében többedmagával az 5. helyet foglalja el 2 találkozó szolgálatával. Az aktív nemzetközi játékvezetéstől 1989-ben búcsúzott.

#### Világbajnokság
A világbajnoki döntőhöz vezető úton Spanyolországba a XII., az 1982-es labdarúgó-világbajnokságra és Mexikóba a XIII., az 1986-os labdarúgó-világbajnokságra a FIFA JB bíróként alkalmazta.

##### 1982-es labdarúgó-világbajnokság
| Időpont            | Helyszín                  | Mérkőzés típusa           | Mérkőzés              | Eredmény | Nézők száma |
| ------------------ | ------------------------- | ------------------------- | --------------------- | -------- | ----------- |
| 1981. november 21. | Gradski Stadion, Novi Sad | előselejtező (5. csoport) | Jugoszlávia–Luxemburg | 5 : 0    | 20 000      |

##### 1986-os labdarúgó-világbajnokság
| Időpont         | Helyszín                         | Mérkőzés típusa           | Mérkőzés      | Eredmény | Nézők száma |
| --------------- | -------------------------------- | ------------------------- | ------------- | -------- | ----------- |
| 1985. május 18. | Karl Liebknecht Stadion, Potsdam | előselejtező (4. csoport) | NDK–Luxemburg | 3 : 1    | 9 000       |

## Sportvezetőként
Az aktív játékvezetést befejezve a Lija Athletic FC elnöke.